# デイヴィッド・リースマン
デイヴィッド・リースマン（David Riesman、1909年9月22日 - 2002年5月10日）は、アメリカの社会学者。
比較文化論、精神分析学、歴史学研究法、社会調査などを駆使し社会学の観点から「豊かな社会」とそこに生きる人間像を写し出した社会学者。
代表的な著作『孤独な群衆』(1950年)において、現代社会に支配的な社会的性格を「他人指向型」と規定し、“工業化に成功し、豊かさと利便さに浸った都市生活を享受するアメリカ人の想像力の枯渇と砂をかむようなむなしさ、そして資源と時間の浪費、偽りの人格化、欲求不満と阻害といった特徴を持つ”と表現した。また、「他者指向型」と「伝統指向型」「内部指向型」との社会的性格の対比も論じた。また、政治では権力が政治・軍事・財界のトップに集中するということを論じた。

## 来歴
父はドイツ系ユダヤ人の医学者でペンシルヴェニア大学メディカルスクール教授を務めた人物。
1931年ハーバード大学卒業、1934年ハーバード・ロースクール修了。合衆国最高裁判所判事を務めたルイス・ブランダイスの法務書記を務め弁護士として活動を開始。ニューヨーク州立大学バッファロー校ロースクールで教鞭を取る。コロンビア大学ロースクールリサーチフェロー時代にエーリヒ・フロム、ハリー・スタック・サリヴァンらに精神分析学の指導を受ける。1949年シカゴ大学へ移籍。1958年から1980年の引退までハーバード大学社会科学教授を務め学生に大きな影響を与えた。ハーバードで20年に渡り担当した学部生向け講義「アメリカ人の性格と社会構造」は名講義と言われている。
1961年に、作家である妻のイーヴリン・リーズマンと共に来日し2ヶ月滞在。夫婦による滞在日記をまとめた『日本日記』を発表している。
2002年5月10日、ニューヨーク州ビンガムトンで老衰のため死去。

## 著書

### 単著
- The Lonely Crowd: A Study of the Changing American Character, (Yale University Press, 1950).

佐々木徹郎・鈴木幸壽・谷田部文吉訳『孤獨なる群衆』（みすず書房, 1955年）
加藤秀俊訳『孤独な群衆』（みすず書房, 1964年／改訂版「始まりの本」（上・下）, 2013年）
- Faces in the Crowd: Individual Studies in Character and Politics, (Yale University Press, 1952).

國弘正雄・久能昭訳『群衆の顔――個人における性格と政治の研究（上・下）』（サイマル出版会, 1968年）
- Thorstein Veblen: A Critical Interpretation, (Charles Scribner, 1953).
- Individualism Reconsidered: and Other Essays, (Free Press, 1954).

佐藤毅・滝沢海南子訳『個人主義の再検討』（パトリア書店, 1959年）
國弘正雄・牧野宏訳『個人主義の再検討（上・下）』（ぺりかん社, 1970年）
- Constraint and Variety in American Education, (University of Nebraska Press, 1956).

新堀通也・片岡徳雄・森楙訳『大学教育論――教育社会学への試み』（みすず書房, 1961年）
- Abundance for What?, and Other Essays, (Doubleday, 1964).

永井陽之助訳『現代論集（1）政治について』（みすず書房, 1968年）
加藤秀俊訳『現代論集（2）何のための豊かさ』（みすず書房, 1968年）
- On Higher Education: the Academic Enterprise in an Era of Rising Student Consumerism, (Jossey-Bass, 1980).

喜多村和之・江原武一・福島咲江・塩崎千枝子・玉岡賀津雄訳『高等教育論――学生消費者主義時代の大学』（玉川大学出版部, 1986年）

### 共著
- The University and the New World, with Howard Mumford Jones and Robert Ulich, (University of Toronto Press, 1962).
- Conversations in Japan: Modernization, Politics and Culture, with Evelyn Thompson Riesman, (Basic Books, 1967).

加藤秀俊・鶴見良行訳『日本日記』（みすず書房, 1969年）
- The Academic Revolution, with Christopher Jencks, (Doubleday, 1968).

國弘正雄訳『大学革命――変革の未来像』（サイマル出版会, 1969年）
- Academic Values and Mass Education, with Joseph Gusfield and Zelda Gamson, (McGraw-Hill, 1970).

荒木泰子訳『大学の実験――学問とマス教育』（みすず書房, 1973年）
- Education and Politics at Harvard: Two Essays Prepared for the Carnegie Commission on Higher Education, with Seymour Martin Lipset, (McGraw-Hill, 1975).
- The Perpetual Dream: Reform and Experiment in the American College, with Gerald Grant, (University of Chicago Press, 1978).
- Choosing a College President: Opportunities and Constraints, with Judith Block McLaughlin, (Carnegie Foundation for the Advancement of Teaching, 1990).

共編著
- Academic Transformation: Seventeen Institutions under Pressure, co-edited with Verne A. Stadtman, (McGraw-Hill, 1973).

### その他の日本語版
- 松本重治編『現代文明と人間性』（朝日新聞社, 1962年）
- 松本重治編『現代文明論』（みすず書房, 1969年）
- 永井陽之助編訳『20世紀と私』（中公新書, 1982年）